# جيمس ستيوارت (لاعب كرة قدم أمريكية)
جيمس ستيوارت (بالإنجليزية: James Stewart)‏ هو لاعب كرة قدم أمريكية أمريكي، ولد في 27 ديسمبر 1971 في فيرفيلد في الولايات المتحدة.

## وصلات خارجية
- جيمس ستيوارت على موقع مرجع كرة القدم المحترفة.كوم (الإنجليزية)